# Hypena orthographa
Hypena orthographa är en fjärilsart som beskrevs av Turner 1932. Hypena orthographa ingår i släktet Hypena och familjen nattflyn. Inga underarter finns listade i Catalogue of Life.